# PokerStars
PokerStars ist ein Anbieter von Onlinepoker und virtuellen Automatenspielen mit Sitz auf der Isle of Man in der Irischen See. Sie ist die größte Echtgeld-Online-Pokerseite der Welt und kontrollierte 2016 über zwei Drittel des gesamten Online-Pokermarktes.
Außerdem veranstaltet PokerStars live ausgespielte Pokerturnierserien wie die European Poker Tour (EPT), Asia Pacific Poker Tour und Latin American Poker Tour sowie das PokerStars Caribbean Adventure. Die EPT zählt neben der World Series of Poker und World Poker Tour zu den wichtigsten Pokerveranstaltungen weltweit.

## Geschichte
PokerStars wurde am 11. September 2001 von Mark Scheinberg und seinem Vater Isai Scheinberg über die in Costa Rica ansässigen Firma Rational Enterprises gegründet. PokerStars ist bei der Isle of Man Gambling Supervision Commission lizenziert. Mit einem Marktwert von drei Milliarden Dollar ist PokerStars die größte in Privatbesitz befindliche Glücksspielfirma und der größte Pokerraum weltweit.
PokerStars finanziert das PokerStars Caribbean Adventure sowie die Turnierserien European Poker Tour, Asia Pacific Poker Tour und Latin American Poker Tour. Die Seite organisiert ebenfalls die World Championship of Online Poker, die weltweit größte Online-Pokerturnierserie.
Durch die seit 2003 erhöhte Einflussnahme des Internets auf das Pokerspiel haben sich unter anderem die WSOP-Main Event Gewinner Chris Moneymaker und Greg Raymer über Pokerstars qualifiziert.
Im Jahr 2005 wurde die Webseite von eGaming Review zum besten Pokerbetreiber des Jahres (original Best Poker Operator of the Year) ernannt. Im Jahr 2006 kürte das Bluff Magazine PokerStars zur besten Pokerseite.
Im Sommer 2007 übernahm Pokerstars die Seite Full Contact Poker (FCP). Seitdem gehört auch Daniel Negreanu zum Team Pokerstars, der Vorsitzender von FCP war. Alle Spieler wurden mitsamt ihrem Geld zu PokerStars transferiert.
Am 19. Juli 2009 fand bei PokerStars, im Rahmen eines Guinness-Weltrekord-Versuches, das bis dato größte Online-Pokerturnier mit einer Teilnehmeranzahl von 65.000 Spielern statt.
Damit übertraf PokerStars deren eigenen am 28. Dezember 2008 aufgestellten Weltrekord von 35.000 Spielern um ganze 30.000 Spieler. Am 27. Dezember 2009 stellte Pokerstars erneut einen Weltrekord mit 149.196 Spielern auf und übertraf damit den aufgestellten Weltrekord vom 19. Juli 2009 um 84.196 Pokerspieler. Der zunächst letzte Weltrekord wurde am 16. Juni 2013 mit 225.000 Teilnehmern aufgestellt. Am 23. Februar 2014 sollte dieser mit 230.000 Teilnehmern überboten werden, wozu es mit 211.619 teilnehmenden Spielern aber nicht kam. Am 5. Oktober 2015 veranstaltete PokerStars ein Turnier mit einem Buy-in von einem Cent, an dem 253.698 Spieler teilnahmen und damit den Weltrekord überboten.
Am 15. April 2011 um ca. 19:30 MEZ wurde die Domain pokerstars.com mit den Domains von drei Mitbewerbern vom FBI aufgrund des Verdachts auf illegale Glücksspielaktivitäten nach dem Unlawful Internet Gambling Enforcement Act beschlagnahmt. Spielern in den Vereinigten Staaten wurde der Zugriff auf PokerStars durch PokerStars gesperrt. Laut PokerStars war der Dienst für andere Spieler und insbesondere ihre Guthaben nicht beeinträchtigt.
Später wurden die Guthaben aller US-Spieler ausgezahlt, und PokerStars zog sich aus dem US-amerikanischen Markt zurück. Des Weiteren wurde eine Vereinbarung mit dem US-amerikanischen Department of Justice (DOJ) getroffen, die es PokerStars erlaubt, wieder die PokerStars.com Domain zu nutzen.
Am 19. Dezember 2012 wurde PokerStars eine deutsche Onlinepoker-Lizenz gemäß dem Glücksspielgesetz Schleswig-Holstein erteilt. Im Juni 2014 wurde PokerStars gemeinsam mit Full Tilt Poker von der Amaya Gaming Group Inc. für knapp fünf Milliarden US-Dollar gekauft. 2017 veranstaltete PokerStars die Live-Turnierserien PokerStars Championship und PokerStars Festival.
Am 1. August 2017 firmierte das Mutterunternehmen Amaya Gaming Group Inc. in The Stars Group Inc. um.
Am 5. Mai 2020 fusionierte die The Stars Group mit dem irischen Glückspielkonzern Flutter Entertainment, womit auch PokerStars in dieses Unternehmen aufging.
Zu den Formel-1-Weltmeisterschaften 2021 bis 2023 tritt Pokerstars als offizieller Sportwetten-Sponsor der höchsten Rennsport-Serie für den europäischen TV-Markt auf. Zusätzlich wurde Pokerstars am 21. Januar 2022 als exklusiver Partner von Red Bull Racing vorgestellt und ziert so nun auch den Helm von F1-Pilot Max Verstappen.
Am 22. März 2023 erhielt PokerStars nach dem Glücksspielstaatsvertrag 2021 die deutsche Lizenz zum Betrieb von Poker und virtuellen Automatenspielen im Internet.

## Umfang
Die Onlinepokerseite bietet zehn Varianten von Pokerspielen an: Texas Hold’em, Omaha, Omaha Hi/Lo (8 or Better), Stud, Stud High/Low, Draw Poker, Badugi, Razz, 2-7 Triple Draw und 2-7 Single Draw. Die Limits betragen bis zu 1000/2000 US-Dollar. Neben Cash Games werden auch verschiedene Turniermodi und Sit & Gos angeboten. Des Weiteren gibt es auch die Möglichkeit, mit Spielgeld zu spielen.
Neben Poker bietet PokerStars mit PokerStars Vegas auch virtuelle Automatenspiele an.

## Team PokerStars
PokerStars hat Verträge mit professionellen Pokerspielern abgeschlossen und stellt diesen Spielern Startgelder für bestimmte Turniere bereit. Im Team Pokerstars befinden sich einige der erfolgreichsten Pokerspieler der Welt. Spieler mit dem Status Team Pro Online streamen ihr Spiel regelmäßig auf der Plattform Twitch. Ehemalige Mitglieder des Team PokerStars.de sind George Danzer (bis Ende 2016) sowie Jan Heitmann und Natalie Hof (bis Ende 2015). Aktuell umfasst das Team Pokerstars die folgenden 20 Spieler:
Stand: 12. März 2022
- André Akkari
- Keith Becker
- André Coimbra
- Ramón Colillas
- Mark Foresta
- Sam Grafton
- Fintan Hand
- Thomas Hayward
- Sebastian Huber
- Lasse Jagd Lauritsen
- Georgina James
- Rafael Moraes
- Mason Pye
- Benjamin Rolle
- Felix Schneiders
- Arlie Shaban
- Jennifer Shahade
- Benjamin Spragg
- Parker Talbot
- Lex Veldhuis